# Steyr 380
Der Steyr 380, auch als Steyr Diesel 380 bezeichnet, ist ein 3½- oder 4-Tonnen-Lastkraftwagen der Steyr-Daimler-Puch A.G., der zwischen 1948 und 1953 rund 26.000-mal gebaut wurde. Er ist der erste Nachkriegslastkraftwagen der Marke Steyr, der mit einem Dieselmotor angeboten wurde, und zugleich Grundstein des Steyr-Nutzfahrzeugprogrammes der Nachkriegszeit. Angeboten wurde der Steyr 380 mit vielen verschiedenen Aufbauten, unter anderem als Dreiseitenkipper und als Autobus. Im Jahr 1953 wurde der Steyr 380 von dem technisch überarbeiteten Steyr 380 II abgelöst.

## Geschichte
Steyr-Daimler-Puch war vor dem Zweiten Weltkrieg vornehmlich ein Pkw-Hersteller. Da nach dem Ende des Zweiten Weltkrieges vor allem das Transportwesen und die Landwirtschaft gestärkt werden sollten, Personenkraftwagen jedoch als Luxusgut galten und abzusehen war, dass Steyr-Daimler-Puch sich in Europa langfristig nicht zu einem bedeutenden Automobilhersteller entwickeln würde, wurde das Konzept des Unternehmens grundlegend geändert. Die Pkw-Herstellung wurde zugunsten einer Traktoren- und Lastkraftwagenherstellung in Steyr eingestellt, in Graz wurden fortan Krafträder gebaut. Nach Kriegsende stand zunächst kein Dieselmotor zur Verfügung, sodass erste Nachkriegserzeugnisse ab 1946 mit Ottomotor ausgestattet wurden. Währenddessen wurde an der Entwicklung eines Baukastendieselmotors gearbeitet, der 1947 als Traktormotor und 1948 als Lastkraftwagenmotor auf den Markt kam. Durch das Baukastenkonzept konnte Steyr-Daimler-Puch ein großes Modellprogramm anbieten und dennoch mit rationeller Großserienfertigung arbeiten. Der erste Lastkraftwagen dieses Modellprogrammes war 1948 der Steyr 380. Nachfolger wurde ab 1953 der vor allem technisch überarbeitete Steyr 380 II. Von außen unterscheidet er sich der Steyer 380 II durch die geänderte Kühlermaske vom Steyr 380.

## Technik
Der Steyr 380 ist ein zweiachsiger Lastkraftwagen in Haubenlenkerbauweise mit längs eingebautem Frontmotor und Hinterradantrieb. Er hat einen aus Stahlblechprofilen zusammengeschweißten Leiterrahmen, der für die Autobusausführung des Fahrzeuges zudem als Tiefrahmen mit vergrößertem Radstand und tiefliegender Rahmenoberkante angeboten wurde. Die Hinterachse ist eine blechgepresste Starrachse, die an längsliegenden Blattfedern aufgehängt ist. Die Vorderachse ist gesenkgeschmiedet und als Faustachse konstruiert, sie ist ebenfalls an Blattfedern aufgehängt. Zusätzlich sind an der Vorderachse Öldruckstoßdämpfer eingebaut. Rundum hat der Steyr 380 Stahlscheibenräder mit Flachbettfelgen der Dimension 4⅓R–20, auf die Reifen der Größe 7,5–20 in aufgezogen sind. An der Hinterachse ist er doppelt bereift. Es sind hydraulisch betätigte Trommelbremsen mit Servounterstützung eingebaut; die Feststellbremse wirkt über Seilzug auf die Hinterräder. Die Lenkung ist eine Schneckenlenkung mit Lenkrolle ohne Servounterstützung.
Angetrieben wird der Steyr 380 von einem Viertakt-Saugdieselmotor, Typ Steyr WD 413, mit vier Zylindern in Reihe, seitlicher Nockenwelle, hängenden Ventilen, Nasssumpfschmierung und Flüssigkeitskühlung. Sein Hubraum beträgt 5,3 Liter, die Leistung ist mit 85 PS, später 90 PS (62,5 oder 66 kW) angegeben. Das Kurbelgehäuse des Motors ist aus Silumin gegossen, die Zylinder haben nasse Laufbuchsen aus Grauguss. Jeder Zylinder hat einen einzeln abnehmbaren Zylinderkopf aus Silumin. Die gesenkgeschmiedete Kurbelwelle ist fünffach gelagert und aus Stahl hergestellt. Der Kraftstoff wird von einer Reiheneinspritzpumpe zu den Einspritzdüsen gefördert und in Vorkammern eingespritzt. Gestartet wird der Motor mit einem elektrischen Anlasser. Der Tank ist im Motorraum untergebracht.
Vom Motor wird das Drehmoment über eine Einscheibentrockenkupplung auf ein manuell zu schaltendes, nicht synchronisiertes Fünfganggetriebe übertragen, das einen zusätzlichen Rückwärtsgang hat. Die ersten beiden Vorwärtsgänge sind gerade verzahnt, die Gänge drei bis fünf sind schräg verzahnt und werden durch Klauenmuffen geschaltet. Über eine zweiteilige Gelenkwelle wird das Drehmoment an die Hinterachse geleitet, das spiralverzahnte Kegelradachsdifferenzialgetriebe kann gesperrt werden. Das bei der Pritschenausführung aufgesetzte Fahrerhaus ist schallisoliert, bietet Platz für drei Personen und hat eine geteilte Frontscheibe. Die Pritsche hat eine Fläche von 8,2 m2; überdies es war eine hydraulisch kippbare Pritsche mit 6,7 m2 Fläche lieferbar.

## Aufbauvarianten

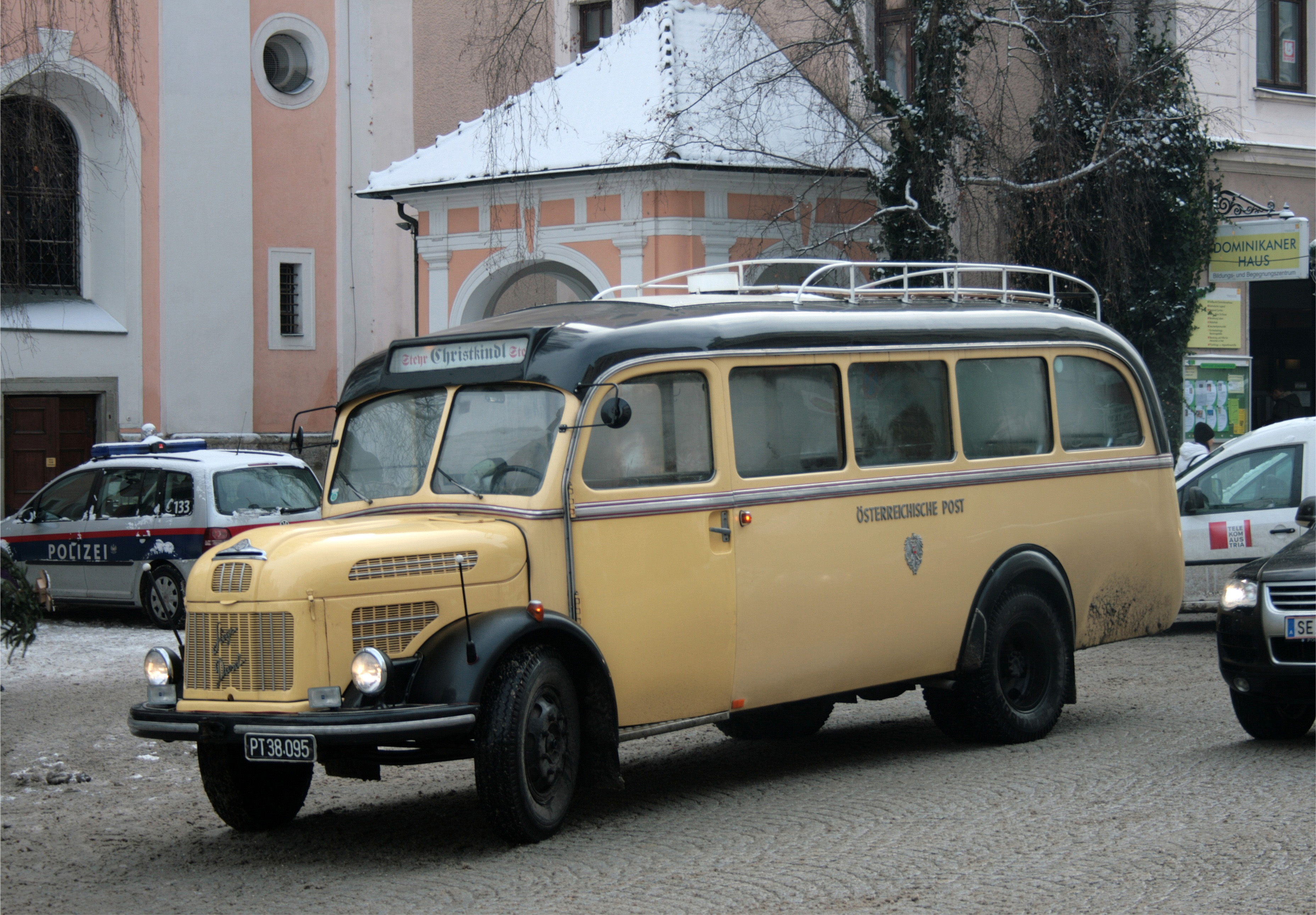
Steyr 380a Postbus

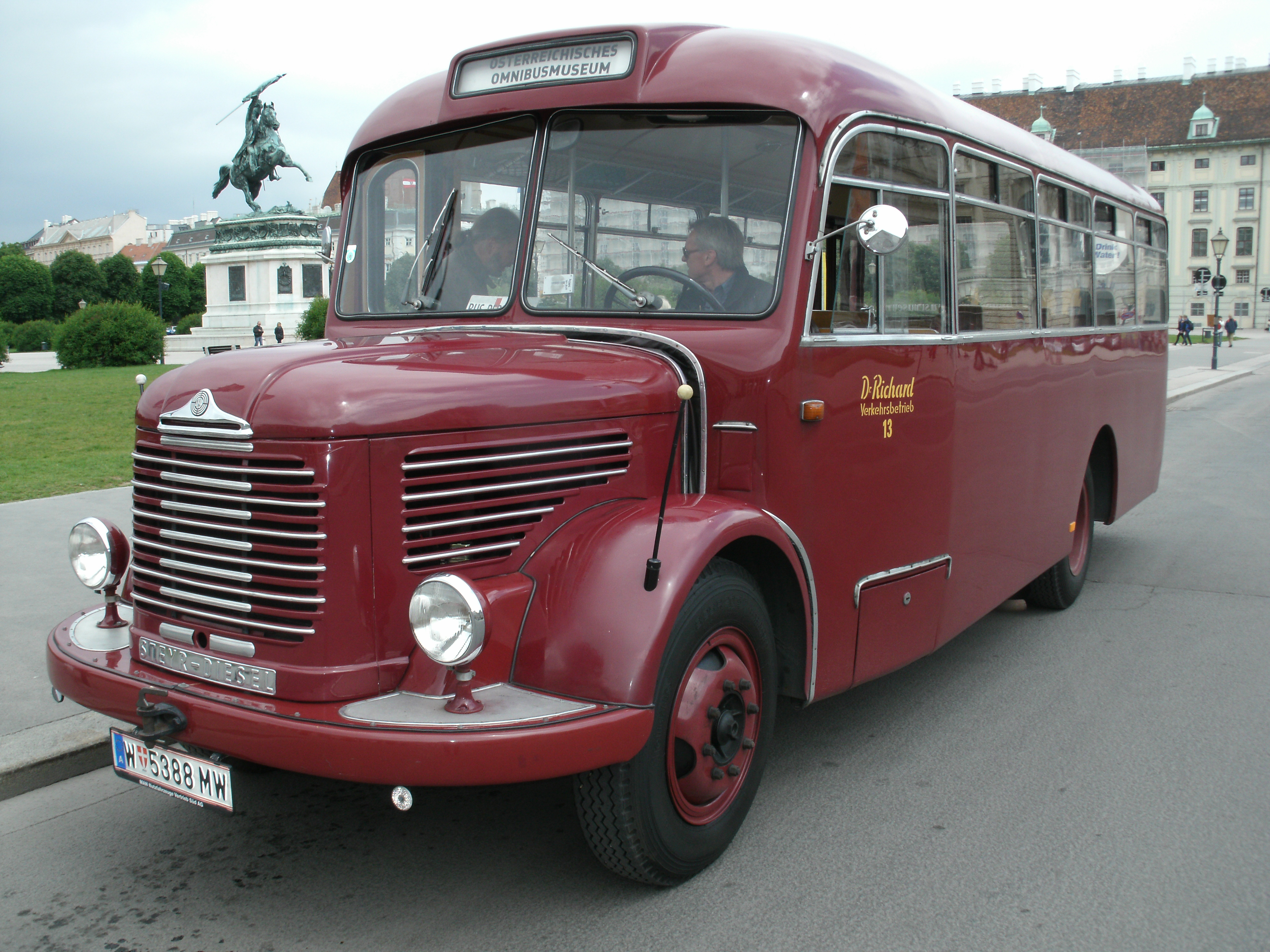
Omnibus Steyr Diesel 380 mit Karosserie der Firma Perl in Auhof (Wien)

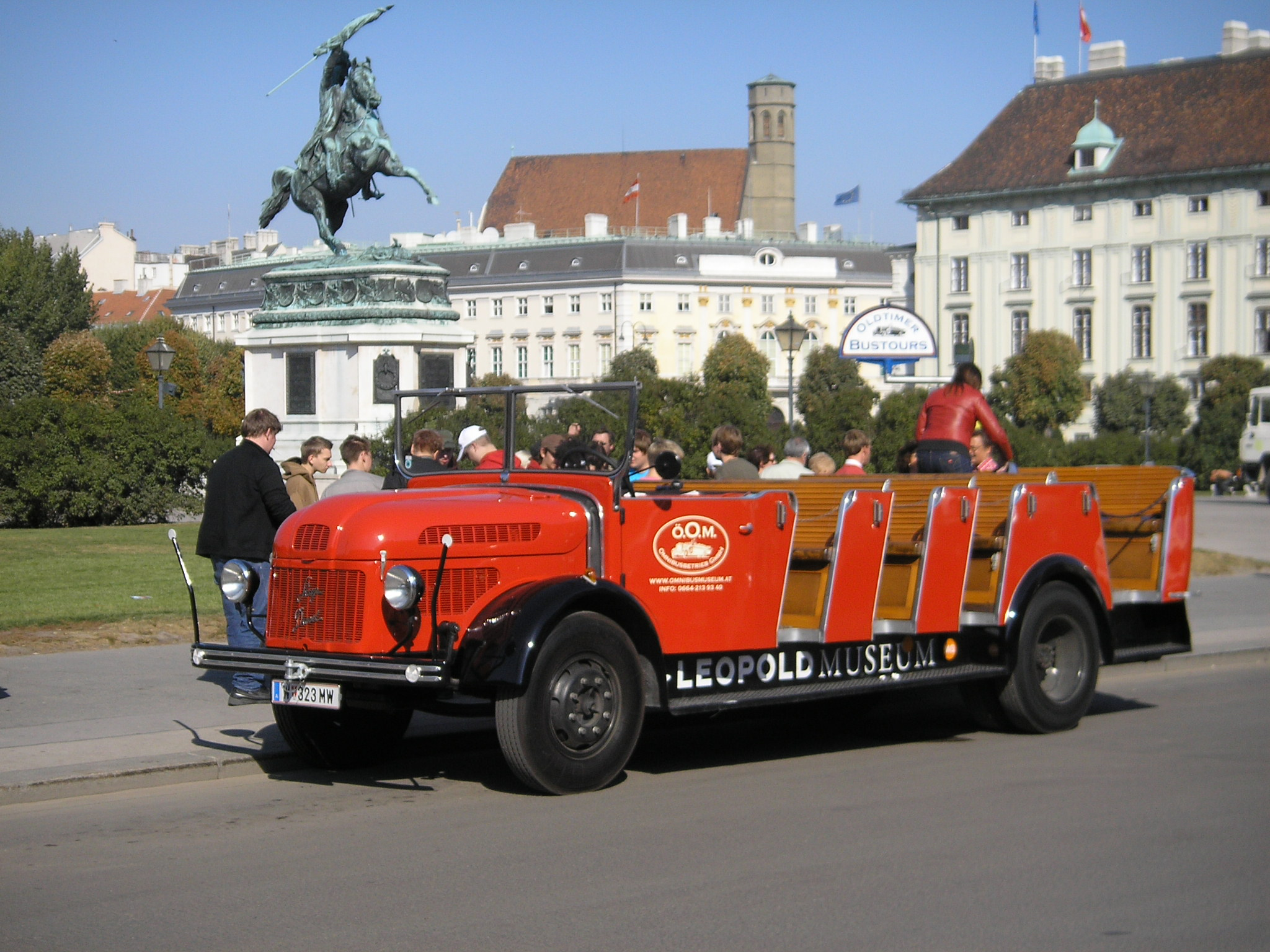
Steyr 380, Baujahr 1949

Den Steyr 380 gab es mit verschiedenen Aufbauvarianten und drei verschiedenen Radständen (3260 mm, 3710 mm und 4200 mm).
- 380 Pritschenlastkraftwagen
- 380a Autobus
- 380b Autobusniederrahmenfahrgestell
- 380e Großraumlastkraftwagenfahrgestell
- 380f Großraumlastkraftwagenfahrgestell
- 380k Kipper
- 380g Zugmaschine
- 380q Postbus mit neuer Motorhaube vom 480
- 386a Kastenwagen

## Technische Daten
| Kenngrößen                      | 380 (1948)                                     | 380 (1949)                                     | 380a                                           | 380 (1950)                                     | 380e                                           | 380f                                           |
| ------------------------------- | ---------------------------------------------- | ---------------------------------------------- | ---------------------------------------------- | ---------------------------------------------- | ---------------------------------------------- | ---------------------------------------------- |
| Bauart                          | Pritsche                                       | Pritsche                                       | Autobus                                        | Pritsche                                       | Großraumlastkraftwagenfahrgestell              | Großraumlastkraftwagen                         |
| Masse                           | 3150 kg                                        | 3200 kg                                        | 4470 kg                                        | 3400 kg                                        | 2750 kg (Fahrgestell ohne Aufbau)              | 2800 kg (Fahrgestell ohne Aufbau)              |
| Nennnutzlast                    | 3500 kg                                        | 3500 kg                                        | 26 Personen + 400 kg Gepäck                    | 3600 kg                                        | 3800 kg                                        | 3800 kg                                        |
| Maximal zulässige Gesamtmasse   | 6650 kg                                        | 6700 kg                                        | 7250 kg                                        | 6900 kg                                        | 7800 kg                                        | 7800 kg                                        |
| Länge                           | 6735 mm                                        | 6735 mm                                        | 7600 mm                                        | 6735 mm                                        | –                                              | –                                              |
| Breite                          | 2230 mm                                        | 2200 mm                                        | 2200 mm                                        | 2200 mm                                        | –                                              | –                                              |
| Höhe                            | 2127 mm                                        | 2127 mm                                        | 2830 mm                                        | 2127 mm                                        | –                                              | –                                              |
| Radstand                        | 3710 mm                                        | 3710 mm                                        | 4200 mm                                        | 3710 mm                                        | 4200 mm                                        | 4200 mm                                        |
| Spurweite                       | 1740/1650 mm                                   | 1740/1650 mm                                   | 1740/1630 mm                                   | 1740/1650 mm                                   | 1740/1630 mm                                   |                                                |
| Bodenfreiheit                   | 257 mm                                         | 257 mm                                         | 257 mm                                         | 257 mm                                         | 257 mm                                         | 257 mm                                         |
| Ladeflächenlänge                | 3920 mm                                        | 3920 mm                                        | –                                              | 3920 mm                                        | –                                              | –                                              |
| Ladeflächenbreite               | 2100 mm                                        | 2100 mm                                        | –                                              | 2100 mm                                        | –                                              | –                                              |
| Räder                           | 4⅓R–20                                         | 4⅓R–20                                         | 5S–2                                           | 5S–2                                           | 5S–2                                           | 5S–2                                           |
| Reifen                          | 7,5–20 in (191–508 mm)                         | 7,5–20 in (191–508 mm)                         | 8,25–20 in (210–508 mm)                        | 8,25–20 in (210–508 mm)                        | 8,25–20 in (210–508 mm)                        | 8,25–20 in (210–508 mm)                        |
| Motorbaumuster                  | Steyr WD 413                                   | Steyr WD 413                                   | Steyr WD 413                                   | Steyr WD 413                                   | Steyr WD 413                                   | Steyr WD 413                                   |
| Motorbauart                     | Wassergekühlter Reihenvierzylinderdieselmotor  | Wassergekühlter Reihenvierzylinderdieselmotor  | Wassergekühlter Reihenvierzylinderdieselmotor  | Wassergekühlter Reihenvierzylinderdieselmotor  | Wassergekühlter Reihenvierzylinderdieselmotor  | Wassergekühlter Reihenvierzylinderdieselmotor  |
| Gemischaufbereitung             | Vorkammereinspritzung mit Reiheneinspritzpumpe | Vorkammereinspritzung mit Reiheneinspritzpumpe | Vorkammereinspritzung mit Reiheneinspritzpumpe | Vorkammereinspritzung mit Reiheneinspritzpumpe | Vorkammereinspritzung mit Reiheneinspritzpumpe | Vorkammereinspritzung mit Reiheneinspritzpumpe |
| Hubraum                         | 5322 cm3                                       | 5322 cm3                                       | 5322 cm3                                       | 5322 cm3                                       | 5322 cm3                                       | 5322 cm3                                       |
| Bohrung × Hub                   | 110 mm × 140 mm                                | 110 mm × 140 mm                                | 110 mm × 140 mm                                | 110 mm × 140 mm                                | 110 mm × 140 mm                                | 110 mm × 140 mm                                |
| Nennleistung (DIN 70020)        | 62,5 kW (85 PS) bei 2200 min−1                 | 62,5 kW (85 PS) bei 2200 min−1                 | 62,5 kW (85 PS) bei 2200 min−1                 | 66 kW (90 PS) bei 2300 min−1                   | 66 kW (90 PS) bei 2300 min−1                   | 66 kW (90 PS) bei 2300 min−1                   |
| Verdichtungsverhältnis          | 22 : 1                                         | 22 : 1                                         | 22 : 1                                         | 22 : 1                                         | 22 : 1                                         | 22 : 1                                         |
| Getriebe                        | Nicht synchronisiertes Fünfganggetriebe        | Nicht synchronisiertes Fünfganggetriebe        | Nicht synchronisiertes Fünfganggetriebe        | Nicht synchronisiertes Fünfganggetriebe        | Nicht synchronisiertes Fünfganggetriebe        | Nicht synchronisiertes Fünfganggetriebe        |
| Kupplung                        | Einscheibentrockenkupplung                     | Einscheibentrockenkupplung                     | Einscheibentrockenkupplung                     | Einscheibentrockenkupplung                     | Einscheibentrockenkupplung                     | Einscheibentrockenkupplung                     |
| Höchstgeschwindigkeit           | 77,5 km/h                                      | 73,5 km/h                                      | 73,1 km/h                                      | 77,5 km/h                                      | –                                              | –                                              |
| Steigfähigkeit                  | 32 %                                           | 32 %                                           | 32 %                                           | 36 %                                           | –                                              | –                                              |
| Volumen des Kraftstoffbehälters | 75 l                                           | 75 l                                           | 75 l                                           | 75 l                                           | 75 l                                           | 75 l                                           |
| Kraftstoffverbrauch (DIN 70030) | 15 l/100 km                                    | 16–20 l/100 km                                 | 16–20 l/100 km                                 | 14,5–18 l/100 km                               | –                                              | –                                              |
| Lichtmaschine                   | 12 V, 0,3 kW                                   | 12 V, 0,3 kW                                   | 12 V, 0,3 kW                                   | 12 V, 0,3 kW                                   | 12 V, 0,3 kW                                   | 12 V, 0,3 kW                                   |
| Anlasser                        | 24 V, 2,9 kW                                   | 24 V, 2,9 kW                                   | 24 V, 2,9 kW                                   | 24 V, 2,9 kW                                   | 24 V, 2,9 kW                                   | 24 V, 2,9 kW                                   |
| Batterie                        | 2× Bleisäureakkumulator, 12 V, 90 Ah           | 2× Bleisäureakkumulator, 12 V, 90 Ah           | 2× Bleisäureakkumulator, 12 V, 90 Ah           | 2× Bleisäureakkumulator, 12 V, 90 Ah           | 2× Bleisäureakkumulator, 12 V, 90 Ah           | 2× Bleisäureakkumulator, 12 V, 90 Ah           |
| Quelle                          | Prospekt Nr. 14365                             | Prospekt Nr. 16197                             | Prospekt Nr. 16272                             | Prospekt Nr. 22519                             | Prospekt Nr. 27046                             | Prospekt Nr. 27046                             |